# West Cay (Anguilla)
West Cay est une île du territoire d'Anguilla dans les Petites Antilles.